# Franz Heukamp
Franz Heukamp (Colonia, 6 de septiembre de 1973) es profesor de Análisis de decisiones, y desde junio de 2016, director general del IESE Business School.

## Biografía

### Formación académica
Heukamp se licenció como ingeniero de caminos en la Technische Universität München y en Ingeniería Civil por la École Nationale des Ponts et Chaussées. Al concluir el doctorado en Ingeniería Mecánica por el Instituto Tecnológico de Massachusetts (1999-2002), se incorporó al IESE.
Heukamp habla cinco idiomas. Además del alemán, utiliza el castellano, inglés, francés y holandés. Es especialista en análisis de decisiones y métodos de pronóstico.
Es profesor en el Master in Business Administration (MBA), Global Executive MBA y otros programas de educación ejecutiva en el IESE, incluido el Advanced Management Program, dirigido a líderes empresariales internacionales.

### IESE Business School
Tras incorporarse al IESE Business School en 2002, Heukamp ocupó diversos puestos: Secretario General (2009-2012), vocal del Consejo de Dirección a cargo de los programas MBA (2012-2016), y Director General, desde 2016.
Durante su mandato, el número de alumnos extranjeros —procedentes de sesenta países— del MBA de tiempo completo que se ofrece en Barcelona, São Paulo y Nueva York creció un 85 por ciento.
También ha continuado la expansión de las alianzas e intercambios académicos del MBA y ha encabezado la incorporación de módulos en el extranjero en los campus y centros del IESE: Global Executive MBA en Nueva York en 2014, Executive MBA en São Paulo, Shanghái y Nairobi. Dentro de su red de alianzas, IESE MBA ofrece más de 30 programas de intercambio con los mejores programas de MBA en todo el mundo.
En la era poscovid, Franz Heukamp considera que la economía ha de adaptarse a los procesos de descarbonización y a reducir la desigualdad, y a que el IESE Business School afronte este desafío.

## Asociaciones a las que pertenece
- Miembro del Institute for Operations Research and the Management Sciences (INFORMS)[10]
- Miembro de Neuroeconomics Society[3]

## Publicaciones
Sus artículos han aparecido en revistas como Management Science, Social Indicators Research, Theory and Decision, Organizational Behavior and Human Decision Processes y The Journal of Private Equity.